# Damat Mahmud Pascha
Damat Mahmud Pascha (türkisch; arabisch داماد محمود باشا), auch Mahmud Āsāf und Mahmud Celāleddin, vollständiger Name arabisch داماد محمود جلال الدين باشا (* 1853 in Konstantinopel; † 17. Januar 1903 in Brüssel) war ein osmanischer Politiker.

## Leben
Damat Mahmud Pascha wurde 1853 unter dem Namen Mahmud Celâleddin als Sohn des wohlhabenden Marineministers Damat Halil Pascha geboren. Obwohl er den Vater früh verlor, konnte er sich eine gute Ausbildung leisten und trat danach in den Dienst der Hohen Pforte und arbeitete in der osmanischen Botschaft in Paris.
Nach seiner Heirat mit Sultan Abdülmecids Tochter Seniha Sultan nannte man ihn Damat (Damad) Mahmud Pascha. Nachdem er am Hofe des Sultans mehrere Positionen bekleidet hatte, wurde er am 30. März 1877 in den Rang eines Wesirs befördert. Ab 18. April 1878 war er Justizminister und Mitglied des osmanischen Staatsrates (Şûrâ-yı Devlet).
Nachdem der Pascha beschuldigt wurde, an einem fehlgeschlagenen Attentat auf Sultan Abdülhamid II. beteiligt gewesen zu sein, musste er mit seinen beiden Söhnen nach Europa fliehen. Zwar stellte sich später die Unschuld heraus und der Sultan versuchte, Mahmud Pascha zu einer Rückkehr zu bewegen, doch Damat Mahmud Pascha fühlte sich verraten und blieb im Ausland. Dort kam er mit der Bewegung der Jungtürken in Kontakt und setzte sich mit ihnen für Reformen im osmanischen Reich ein. Mahmud Pascha lebte in Marseille, Paris, Genf und London, lebte kurz in Ägypten und schließlich auf Korfu. Als er krank wurde, zog er zuerst nach Rom und schließlich nach Brüssel.
An welcher Krankheit Mahmud Pascha litt, ist ungeklärt. Einige Quellen nennen eine Proteinurie als Symptom, andere eine Urämie. Als der Sultan von der Krankheit des ehemaligen Freundes und Mannes seiner Halbschwester erfuhr, forderte er dessen Rückholung nach Konstantinopel, wohl nicht zuletzt auch, weil er sich damit eine Schwächung der Jungtürken erhoffte. Doch Mahmud Pascha starb zuvor.
Nach seinem Tod setzte sich der Sultan für eine Bestattung im Osmanischen Reich ein, doch sein Sohn, Prinz Sabahaddin, war dagegen. So wurde Damat Mahmud Pascha in Paris bestattet. Erst fünf Jahre nach seinem Tod wurden die sterblichen Überreste in das Osmanische Reich gebracht und auf dem Friedhof Eyüp Sultan beigesetzt.
Schon zu Lebzeiten war Damat Mahmud Pascha als Dichter bekannt. Unter dem Pseudonym Mahmud Âsâf veröffentlichte er mehrere Werke. Sein 1898 veröffentlichter Diwan wurde in Ägypten verlegt.